# ResearchGate
ResearchGate est un site proposant un service de réseautage social pour chercheurs et scientifiques de toutes disciplines. Disponible gratuitement, il permet une recherche scientifique sémantique ainsi qu'une chronique de fichiers partagés. Le site propose aussi un serveur de fichiers publics (comme une gestion de littératures par notes en bas de page), un forum, des discussions méthodologiques et des groupes d'échanges.
ResearchGate annonce avoir plus de 25 millions de chercheurs et scientifiques dans 192 pays. Fin 2019, plus de 30 millions de figures et plus de 118 millions de publications sont accessibles aux membres, selon le site.

## Histoire

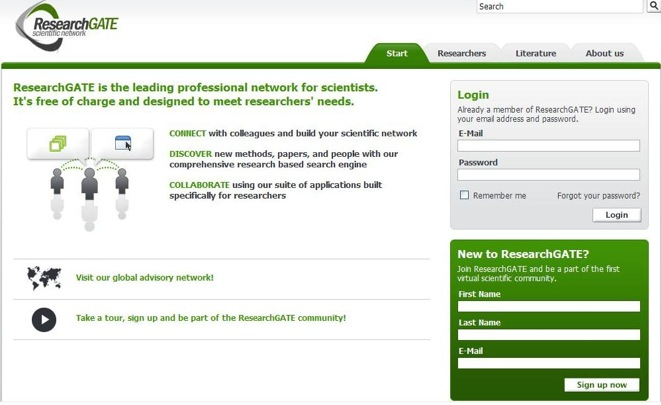
Capture d'écran de ResearchGate.

ResearchGate a été créé en 2008 par deux virologues (Ijad Madisch et Sören Hofmayer) et un informaticien (Horst Fickenscher).
Une des caractéristiques les plus distinctives est sans doute le moteur de recherche permettant de chercher simultanément dans les ressources internes du réseau ainsi que dans des bases de données bibliographiques comme PubMed, CiteSeer, etc. L'entreprise se targue d'avoir 60 millions d'inscriptions donnant accès aux textes scientifiques. 
ResearchGate propose une recherche par similitudes de fichiers pour aider les usagers à trouver facilement d'autres individus et documents liés aux sujets de leurs recherches. Par l'intermédiaire d'une analyse détaillée des profils, le site est à même de proposer à ses utilisateurs d'échanger avec leurs homologues scientifiques, d'adhérer à des groupes ciblés et d'accéder à des ressources liées aux intérêts de recherche. Plusieurs milliers de groupes ont déjà été créés dans les cadres de ResearchGate.
En novembre 2009, la plateforme a lancé ResearchBlog, le blog officiel de la communauté de ResearchGate. Ce blog contribue à faciliter la communication en permettant aux usagers de publier des notes générales ainsi que des brefs articles scientifiques.
ResearchGate offre également une très large bourse d'emplois internationale pour scientifiques proposant une recherche par mots-clés, fonction, domaine d’activité et pays.
Certaines organisations et conférences scientifiques utilisent ResearchGate comme point de rencontre commun afin de collaborer et communiquer. La plateforme est en train de lancer plusieurs nouvelles applications, dont des conférences virtuelles.
Depuis le mois d'août 2012, il attribue un score (« RG Score ») à chaque personne inscrite, score censé refléter la qualité et la quantité des recherches scientifiques menées par la personne. Ce score d'une personne est fondé sur les interactions qu'elle a avec d'autres personnes inscrites (téléchargements d'articles, questions, réponses à des questions). Plus une personne est en contact avec des chercheurs dont le score est élevé, plus son score augmente.
Bien qu'invoquant les principes généraux du libre accès à des fins de marketing, le site n'est en réalité pas en open access. Il ne permet notamment pas la récupération automatique des métadonnées, alors que l'interopérabilité est un principe de base de l'open access.  
ResearchGate hébergeant un grand nombre de textes intégraux d'articles illégalement,, en octobre 2017, Elsevier et d'autres éditeurs de revues scientifiques attaquent ResearchGate devant une cour de justice régionale allemande en lui reprochant de mettre en danger la pérennité de l'édition scientifique traditionnelle par la libre mise à disposition de contenus soumis à droits d'auteur. En novembre 2017, Research Gate a restreint l'accès à 1,7 million d'articles disponibles sur son site.  
En octobre 2018, une plainte similaire est également déposée aux États-Unis par l'American Chemical Society et Elsevier. Les deux éditeurs universitaires poursuivent ResearchGate pour avoir hébergé 50 de leurs articles protégés par le droit d'auteur. Le tribunal allemand juge que ResearchGate est responsable du contenu illicite téléchargé par les auteurs sur sa plateforme, mais rejette la demande des éditeurs de recevoir des dommages et intérêts, et les implications directes pour tout article autre que les 50 nommés dans le procès ne sont pas claires. Le jugement est « loin d'être un ordre de blocage », estime le juriste Guido Westkamp. En principe, tout autre contenu est susceptible de faire l'objet d'un nouveau procès. Les deux parties affirment qu'elles feront appel.

## Droit
Researchgate est une société allemande régie par le droit allemand et européen (notamment au moyen de la directive 95/46/CE),.

### Articles de presse
- Article de The Economist du 11 février 2012
- Article de Die Welt du 29 janvier 2012
- Article du New York Times du 16 janvier 2012
- Article du Monde du 14 janvier 2012